# Scott Hahn
Scott Hahn (* 28. října 1957) je americký katolický teolog a apologeta, člen Opus Dei a bývalý pastor presbyteriánské církve. O své konverzi napsal (se svou manželkou Kimberly) stěžejní dílo Naše cesta do katolické Církve (v orig. Rome Sweet Home), které je velmi oblíbené nejen ve Spojených státech amerických. V češtině mu vyšla ještě kniha Hostina Beránkova. Kniha Zjevení jako obraz Mše svaté (The Lamb’s Supper: The Mass as Heaven on Earth). Často je nazýván přezdívkou Luther v obráceném směru, případně Luther naruby, které prve užila jeho manželka Kimberly a která je popisována v Hahnově nejslavnější knize Naše cesta do katolické Církve. Je to přezdívka poměrně příhodná, neboť jeho příkladu následoval velký počet presbyteriánských pastorů a biblistů. Se svou manželkou mají šest dětí.

## Konverze ke katolictví
Vystudoval teologii na presbyteriánském semináři, poté se záhy oženil s Kimberly a stal se pastorem v malém městě ve Virginii, kde také vyučoval na křesťanské střední škole. Po čase studia Písma svatého a církevních otců usoudil, že protestantské principy sola fide a sola scriptura jsou mylné a nebiblické. Zjistil, že katolická Církev si jako jediná uchovala plnost Pravdy. Katolíkem se stal o Velikonocích roku 1986. O čtyři roky později se katoličkou stala i jeho žena Kimberly. Od své konverze se věnuje apologii katolické víry spolu se svou manželkou. Později se stal členem osobní prelatury Opus Dei, jejíž členové mu imponovali svou znalostí Bible a uskutečňováním křesťanského povolání v každodenním životě.

## Kompletní bibliografie v angličtině
- Rome Sweet Home (co-written with Kimberly Hahn), Ignatius Press, 1993. ISBN 0-89870-478-2
- Catholic for a Reason (with Leon Suprenant, editor), Emmaus Road Publishing, 1998. ISBN 0-9663223-0-4
- A Father Who Keeps His Promises, Servant Publications, 1998. ISBN 0-89283-829-9
- The Lamb's Supper: The Mass as Heaven on Earth, Doubleday, 1999. ISBN 0-385-49659-1
- Hail, Holy Queen: The Mother of God in the Word of God, Doubleday, 2001. ISBN 0-385-50168-4
- First Comes Love: Finding Your Family in the Church and the Trinity, Doubleday, 2002. ISBN 0-385-49662-1
- Lord Have Mercy: The Healing Power of Confession, Doubleday, 2003. ISBN 0-385-50170-6
- Swear to God : The Promise and Power of the Sacraments, Doubleday, 2004. ISBN 0-385-50931-6
- Letter and Spirit : From Written Text to Living Word in the Liturgy, Doubleday, 2005. ISBN 0-385-50933-2
- Ordinary Work, Extraordinary Grace, Doubleday, 2006. ISBN 978-0385-51924-3
- Reasons to Believe: How to Understand, Explain, and Defend the Catholic Faith, Doubleday, 2007. ISBN 978-0-385-50935-0
- Answering the New Atheism: Dismantling Dawkins's Case Against God, (with Benjamin Wiker), Emmaus Road Publishing, 2008. ISBN 978-1931018487
- Kinship by Covenant: A Canonical Approach to the Fulfillment of God's Saving Promises, Yale University Press, 2009. ISBN 978-0300140972